# Јоканга
Јоканга (рус. Иоканга, Йоканьга) река је која протиче преко северних делова Мурманске области, односно његовог Кољског полуострва на крајњем северозападу европског дела Руске Федерације. Целом дужином свога тока прече преко територија Ловозерског рејона и ЗАТО Островној.
Свој ток започиње у брдском подручју Кејви као отока маленог ледничког језера Алозеро, а улива се у Свјатоноски залив Баренцовог мора на Мурманској обали. Протиче кроз неколико мањих језера. Укупна дужина водотока је 203 km, и по дужини тока трећа је река на Кољском полуострву. Површина басена Јоканге је око 6.020 km², док је просечан проток у зони ушћа 175 m³/s. У Јокангу се улива укупно 778 река и потока, а на њеном сливном подручју налази се и 7.221 ледничко језеро укупне површине 313 km².
Њене обале су доста ниске у горњем и високе и стрме у доњем делу тока. У кориту се налазе бројни брзаци и мањи водопади. Због великог хидроенергетског потенцијала на Јоканги је планирана изградња неколико хидроелектрана укупног капацитета до 386 мегават часова електричне енергије.
Њене најважније притоке су Сухаја (97 km), Рова (75 km) и Пулонга (35 km).
Недалеко од ушћа на њеним обалама налази се град Островној.